# Loftleiðir
Loftleiðir var ett privat isländsk flygföretag, som grundades i mars 1944. Det fusionerade 1979 med  Flugfélag Íslands till Flugleiðir (internationellt marknadsfört som Icelandair).
Loftleiðir grundades av tre unga isländska piloter och bedrev till en början med inrikestrafik i Island. Från 1947 bedrevs internationell trafik med en nyinköpt Douglas DC-4 Skymaster. År 1952 övertogs den inhemska trafiken av Flugfélag Islands, och bolaget drev fortsättningsvis endast utrikestrafik och koncentrerade sig efterhand på transatlantisk lågpristrafik. Parallellt med Loftleiðir användes i marknadsföringen Icelandic Airlines.
Under trycket av hårdare konkurrens och önskemål av den isländska regeringen bildades 1973 holdingföretaget Flugleiðir som moderföretag för både Loftleiðir och det andra stora isländska flygbolaget Flugfélag Íslands. Företagen drevs operativt vart för sig fram till 1979, då de fusionerades under namnet Flugleiðir, med det internationellt använda namnet Icelandair.

## Dagens Loftleiðir
Namnet Loftleiðir Icelandic används sedan 2003 som namn för Icelandairs chartertrafikbolag.